# 陸慶祥
陸慶祥（？—），上海人，足球運動員。他曾效力於上海鐵路隊、上海青白隊，後因國共內戰離開上海前往台灣。他曾代表中華民國參加1954年亞洲運動會，協助球隊獲得男子足球金牌。